# جيمي لي (صحفي)
جيمي لي (بالإنجليزية: Jimmy Lee)‏ هو صحفي أمريكي، ولد في عقد 1970.